# Anaglyptus gressitti
Anaglyptus gressitti là một loài bọ cánh cứng trong họ Cerambycidae.